# Matsumoto Yamaga
Matsumoto Yamaga Football Club (jap. 松本山雅フットボールクラブ, Matsumoto Yamaga Futtobōru Kurabu) – japoński klub piłkarski, mający siedzibę w Matsumoto, w prefekturze Nagano. Gra obecnie w J3 League, trzecim szczeblu rozgrywkowym w Japonii.
Klub powstał w 1965 pod nazwą Yamaga Club. Pierwszy raz grali w J1 League w 2015 roku, jednak spadli w tym samym sezonie. Od sezonu 2022 grają w J3 League.

## Rywale
Największym rywalem klubu jest AC Nagano Parceiro, klub z tej samej prefektury. Rywalizacja tych dwóch klubów nazywa się „derby Shinshū”.

## Stadion
Matsumoto Yamaga gra na stadionie Sunpro Alwin, równie znany jako Matsumoto Stadium. Jest w stanie pomieścić 20,336 widzów.

## Występy w J. League
- 2012 – 12. miejsce [J2]
- 2013 – 7. miejsce [J2]
- 2014 – 2. miejsce (awans do J1) [J2]
- 2015 – 16. miejsce (spadek do J2) [J1]
- 2016 – 3. miejsce [J2]
- 2017 – 8. miejsce [J2]
- 2018 – 1. miejsce (awans do J1) [J2]
- 2019 – 17. miejsce (spadek do J2) [J1]
- 2020 – 13. miejsce [J2]
- 2021 – 22. miejsce (spadek do J3) [J2]
- 2022 – 4. miejsce [J3]
- 2023 – 9. miejsce [J3]
- 2024 – 4. miejsce [J3]